# Hymenoplia cineracens
Hymenoplia cineracens är en skalbaggsart som beskrevs av Wilhelm Gottlob Rosenhauer 1856. Hymenoplia cineracens ingår i släktet Hymenoplia och familjen Melolonthidae. Inga underarter finns listade i Catalogue of Life.